# Banca Asiatica d'Investimento per le Infrastrutture
La Banca Asiatica d'Investimento per le infrastrutture (AIIB), fondata a Pechino nell'ottobre del 2014, è un'istituzione finanziaria internazionale proposta dalla Repubblica Popolare Cinese. Si contrappone al Fondo Monetario Internazionale, alla Banca Mondiale e all'Asian Development Bank, le quali si trovano sotto il controllo del capitale e delle scelte strategiche dei paesi sviluppati come gli Stati Uniti d'America.

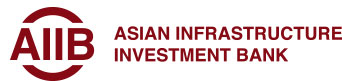
Logo dell'AIIB.

Scopo della Banca è fornire e sviluppare progetti di infrastrutture nella regione Asia-Pacifico.

## Stati fondatori

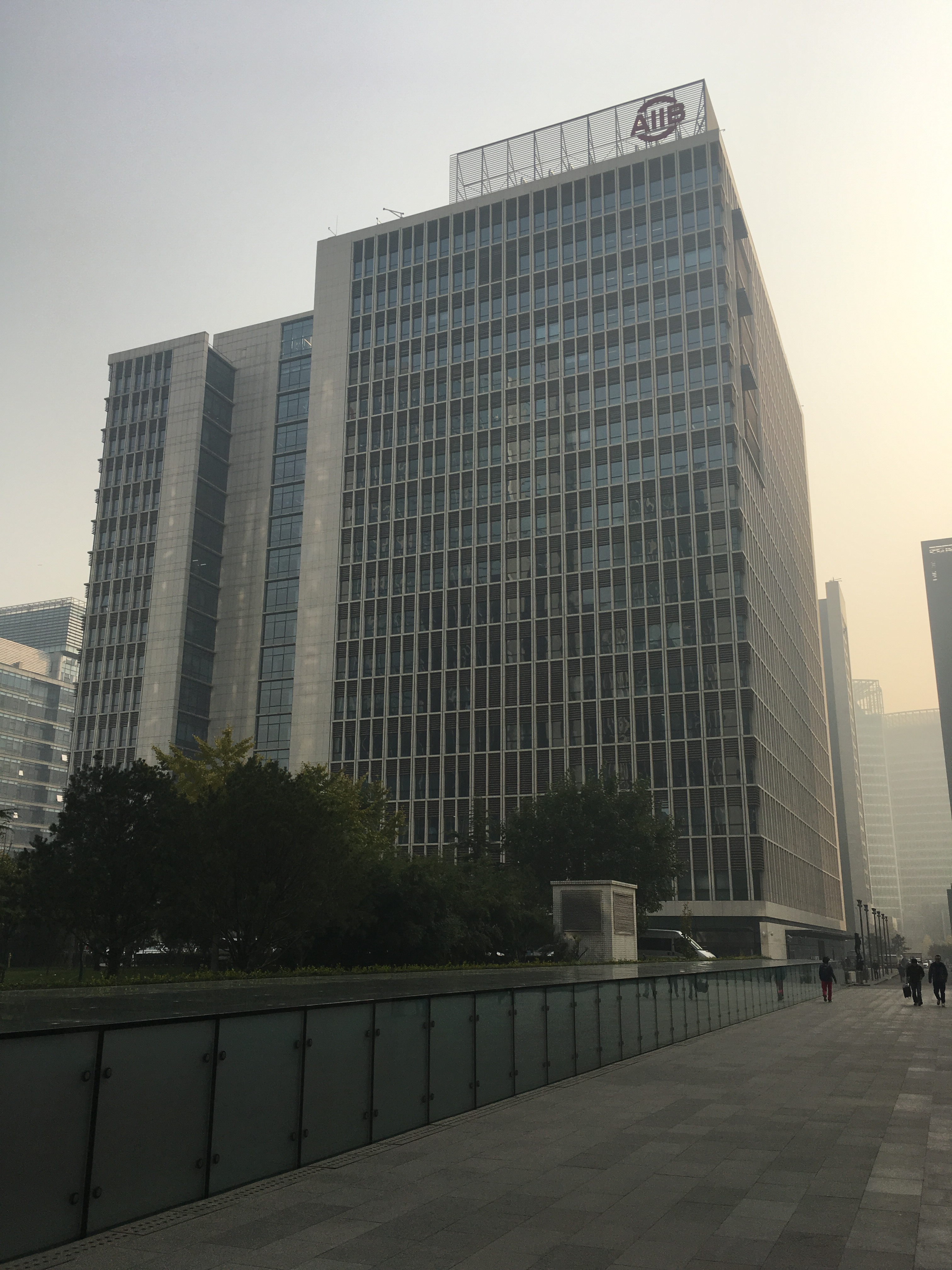
Il quartier generale della banca a Pechino

I paesi fondatori dell'AIIB sono 57. Secondo la Cina, sono considerati fondatori gli stati che hanno aderito alla banca entro il 31-03-2015, dopo tale data, ogni ulteriore adesione comporta per lo stato che aderirà all'AIIB lo status di semplice "componente".
| Stati membri        | Data di ingresso |
| ------------------- | ---------------- |
| Arabia Saudita      | 2015             |
| Australia           | 24 marzo 2015    |
| Austria             | 24 marzo 2015    |
| Bangladesh          | 2014             |
| Birmania            | 2014             |
| Brasile             | 27 marzo 2015    |
| Brunei              | 2014             |
| Cambogia            | 2014             |
| Cina                | 2014             |
| Corea del Sud       | 2015             |
| Egitto              | 30 marzo 2015    |
| Emirati Arabi Uniti | 2015             |
| Finlandia           | 30 marzo 2015    |
| Francia             | 17 marzo 2015    |
| Georgia             | 28 marzo 2015    |
| Germania            | 17 marzo 2015    |
| Giordania           | 2015             |
| Hong Kong           | 2015             |
| India               | 2014             |
| Indonesia           | 2014             |
| Iran                | 2015             |
| Islanda             | 31 marzo 2015    |
| Israele             | 31 marzo 2015    |
| Italia              | 17 marzo 2015    |
| Kazakistan          | 2014             |
| Kirghizistan        | 31 marzo 2015    |
| Laos                | 2014             |
| Lussemburgo         | 19 marzo 2015    |
| Maldive             | 2014             |
| Malta               | 9 aprile 2015    |
| Mongolia            | 2014             |
| Nepal               | 2014             |
| Norvegia            | 31 marzo 2015    |
| Nuova Zelanda       | 28 novembre 2014 |
| Oman                | 2014             |
| Paesi Bassi         | 28 marzo 2015    |
| Pakistan            | 2014             |
| Portogallo          | 31 marzo 2015    |
| Qatar               | 2014             |
| Regno Unito         | 13 marzo 2015    |
| Russia              | 28 marzo 2015    |
| Singapore           | 2014             |
| Spagna              | 28 marzo 2015    |
| Sri Lanka           | 2014             |
| Svezia              | 31 marzo 2015    |
| Svizzera            | 20 marzo 2015    |
| Tagikistan          | 2015             |
| Taiwan              | 31 marzo 2015    |
| Turchia             | 26 marzo 2015    |
| Ungheria            | 31 marzo 2015    |
| Uzbekistan          | 2014             |
| Vietnam             | 2014             |